# Bláa Lónið

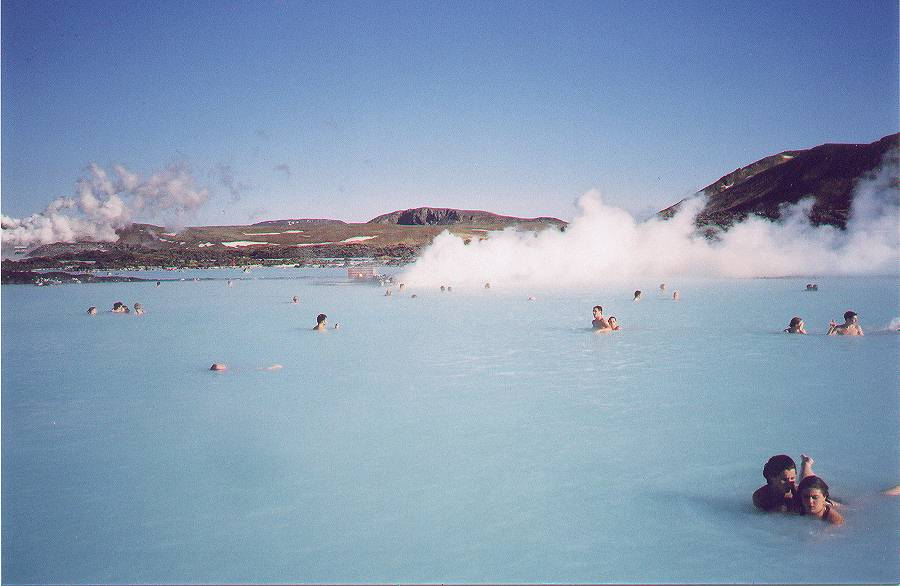
Bláa Lónið

Bláa Lónið (z isl. "Błękitna Laguna", ang. Blue Lagoon) – islandzkie uzdrowisko typu spa, położone w obszarze geotermalnym w południowo-zachodniej Islandii, na półwyspie Reykjanes, niedaleko miasta Grindavík, kilkanaście kilometrów na południe od miasta Keflavík.
Miejsce to oferuje możliwość kąpieli w gorącej wodzie bogatej w minerały. Pomagają one w chorobach skóry.